# Vitis pilosonerva
Vitis pilosonerva là một loài thực vật hai lá mầm trong họ Nho. Loài này được F.P. Metcalf miêu tả khoa học đầu tiên năm 1932.